# Bramans (municipi)
Bramans és un municipi delegat francès, situat al departament de la Savoia i a la regió d'Alvèrnia-Roine-Alps. L'any 2007 tenia 381 habitants.
L'1 de gener de 2017, Bramans es va fusionar amb Lanslebourg-Mont-Cenis, Lanslevillard, Sollières-Sardières i Termignon i formar el municipi nou de Val-Cenis.

## Demografia

### Població
El 2007 la població de fet de Bramans era de 381 persones. Hi havia 172 famílies de les quals 56 eren unipersonals (28 homes vivint sols i 28 dones vivint soles), 64 parelles sense fills, 48 parelles amb fills i 4 famílies monoparentals amb fills.
La població ha evolucionat segons el següent gràfic:
Habitants censats

### Habitatges
El 2007 hi havia 518 habitatges, 177 eren l'habitatge principal de la família, 331 eren segones residències i 11 estaven desocupats. 349 eren cases i 163 eren apartaments. Dels 177 habitatges principals, 148 estaven ocupats pels seus propietaris, 23 estaven llogats i ocupats pels llogaters i 6 estaven cedits a títol gratuït; 3 tenien una cambra, 19 en tenien dues, 35 en tenien tres, 44 en tenien quatre i 76 en tenien cinc o més. 130 habitatges disposaven pel capbaix d'una plaça de pàrquing. A 70 habitatges hi havia un automòbil i a 83 n'hi havia dos o més.

### Piràmide de població
La piràmide de població per edats i sexe el 2009 era:
| Homes | Edats   | Dones |
| ----- | ------- | ----- |
| 0     | 95 o +  | 0     |
| 0     | 90 a 94 | 0     |
| 0     | 85 a 89 | 0     |
| 12    | 80 a 84 | 8     |
| 12    | 75 a 79 | 12    |
| 8     | 70 a 74 | 12    |
| 0     | 65 a 69 | 4     |
| 8     | 60 a 64 | 4     |
| 4     | 55 a 59 | 4     |
| 24    | 50 a 54 | 12    |
| 16    | 45 a 49 | 12    |
| 20    | 40 a 44 | 24    |
| 8     | 35 a 39 | 8     |
| 8     | 30 a 34 | 12    |
| 8     | 25 a 29 | 12    |
| 24    | 20 a 24 | 8     |
| 28    | 15 a 19 | 12    |
| 4     | 10 a 14 | 20    |
| 12    | 5 a 9   | 12    |
| 8     | 0 a 4   | 0     |

## Economia
El 2007 la població en edat de treballar era de 254 persones, 195 eren actives i 59 eren inactives. De les 195 persones actives 188 estaven ocupades (98 homes i 90 dones) i 7 estaven aturades (5 homes i 2 dones). De les 59 persones inactives 32 estaven jubilades, 10 estaven estudiant i 17 estaven classificades com a «altres inactius».

### Ingressos
El 2009 a Bramans hi havia 173 unitats fiscals que integraven 367 persones, la mediana anual d'ingressos fiscals per persona era de 18.765 €.

### Activitats econòmiques
Dels 31 establiments que hi havia el 2007, 1 era d'una empresa alimentària, 2 d'empreses de fabricació d'altres productes industrials, 3 d'empreses de construcció, 1 d'una empresa de comerç i reparació d'automòbils, 1 d'una empresa de transport, 7 d'empreses d'hostatgeria i restauració, 1 d'una empresa financera, 1 d'una empresa immobiliària, 5 d'empreses de serveis, 6 d'entitats de l'administració pública i 3 d'empreses classificades com a «altres activitats de serveis». Dels dos establiments de servei als particulars que hi havia el 2009, 1 era un paleta i 1 fusteria. Dels dos establiments comercials que hi havia el 2009, un era una botiga de menys de 120 m² i l'altre una fleca. L'any 2000 a Bramans hi havia 12 explotacions agrícoles que ocupaven un total de 2.093 hectàrees.

## Equipaments sanitaris i escolars
El 2009 hi havia una escola elemental integrada dins d'un grup escolar amb les comunes properes formant una escola dispersa.

## Poblacions properes
El següent diagrama mostra les poblacions més properes.